# Yoann Offredo

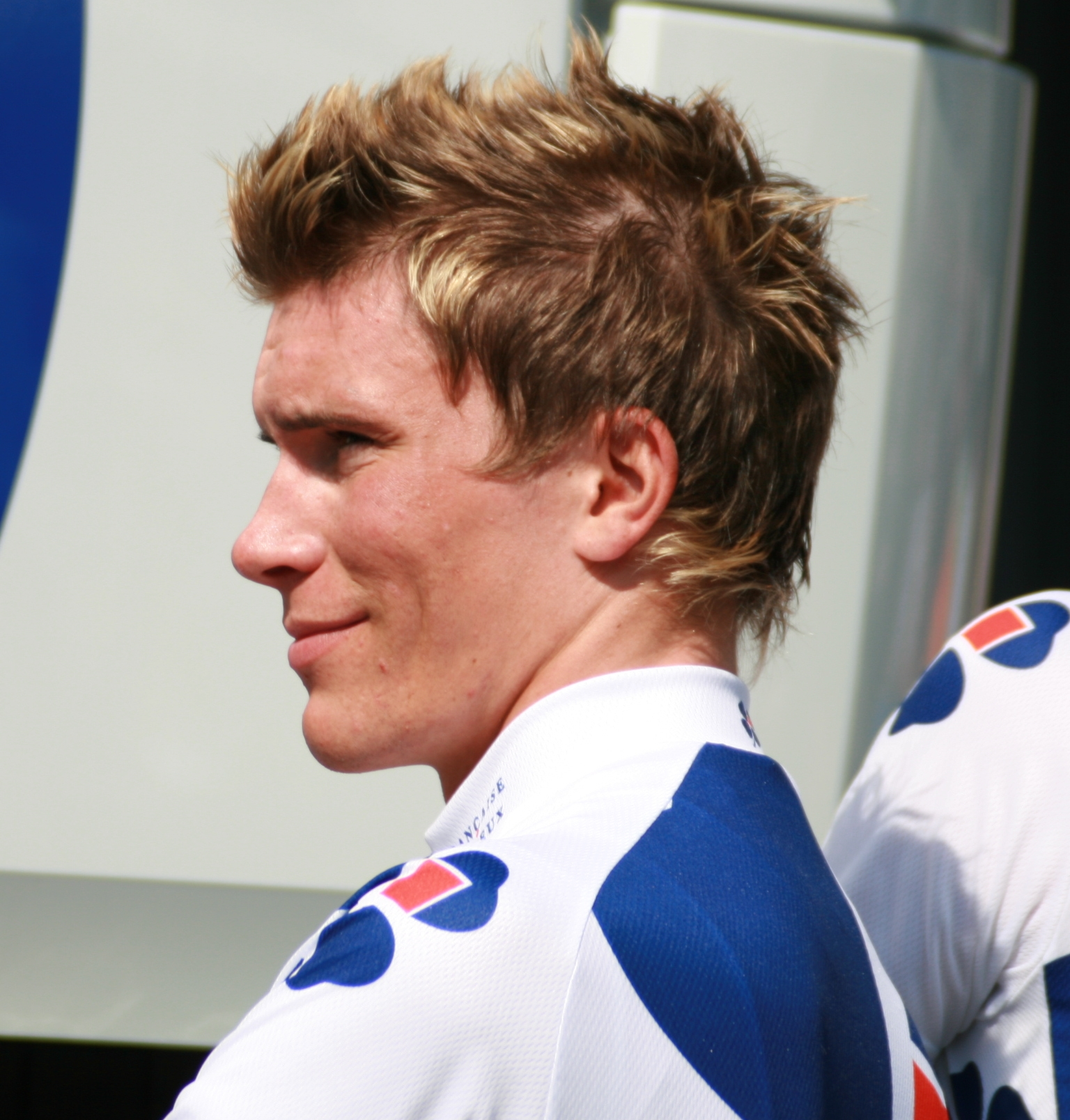
Yoann Offredo aux Quatre jours de Dunkerque 2008.

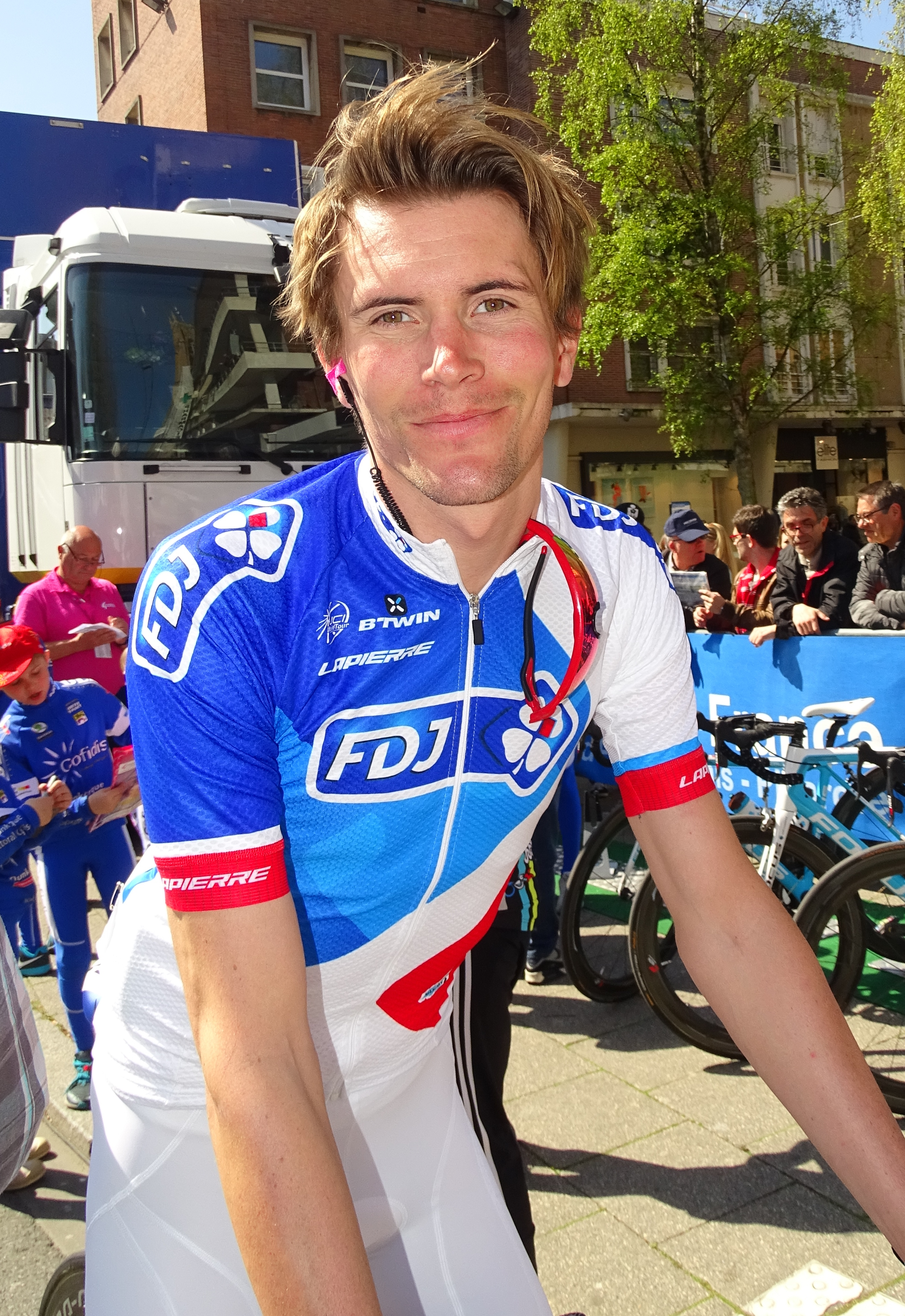
Yoann Offredo, le 04 05 2016 lors des Quatre jours de Dunkerque.

Yoann Offredo, né le 12 novembre 1986 à Savigny-sur-Orge, est un coureur cycliste et consultant français. Professionnel entre 2008 et 2020, il devient consultant vélo pour France Télévisions à la fin de sa carrière.

## Biographie
À 19 ans, Yoann Offredo rejoint l'équipe amateur du CC Nogent-sur-Oise (avec notamment Romain Feillu) et contribue à la victoire de son club à la Coupe de France des Clubs en 2006.

### Française des jeux
Il débute dans les rangs professionnels fin 2007 à la Française des jeux et il fait son apprentissage au cours des saisons 2008-2009 en tant qu'équipier. En 2009, il remporte une étape du Tour de Picardie (5e du général).
L'année 2010 le voit s'illustrer dans les classiques de premier plan telles que Milan-San Remo où, pour sa première participation, il s'échappe seul en tête de la course entre la Cipressa et le Poggio avant d'être rejoint dans le milieu de l'ascension mais de garder suffisamment de ressources pour finir à la 16e place. Son directeur sportif, Martial Gayant, lui reprochera sa gestion de course à l'arrivée. Offredo confirme néanmoins durant les classiques d'été qu'il est l'un des meilleurs Français sur les épreuves longues durant cette saison, à l'image de sa onzième place dans la Vattenfall Cyclassics et, une semaine plus tard, sa troisième place au Grand Prix de Plouay derrière Matthew Goss et Tyler Farrar. À la fin de la saison 2010, il est sélectionné par Laurent Jalabert pour participer à la course en ligne au championnat du monde à Melbourne, en Australie. Il y termine 26e. Il signe ensuite sa première grande performance sur une classique en terminant septième au sprint du Paris-Tours. À la suite de cette saison, il est désigné « Vélo Star de demain 2010 » par l'Amicale du cyclisme dont le président délégué est Jean-Marie Leblanc.
En début de saison 2011, il termine à la quatrième place du Circuit Het Nieuwsblad. Quelques semaines plus tard, il termine septième de Milan-San Remo en étant à plusieurs reprises à l'attaque dans le final, avant de terminer 11e de Gand-Wevelgem, où il chute après l'arrivée. Il doit alors déclarer forfait pour le Tour des Flandres et Paris-Roubaix. Fin août, il se classe 10e du Grand Prix de Plouay. Début septembre, il rate de peu la victoire sur Paris-Bruxelles.
En février 2012, la commission de discipline de la Fédération française de cyclisme le suspend pour un an pour avoir manqué à trois reprises à l'obligation de localisation à laquelle sont astreints les coureurs dans le cadre de la lutte contre le dopage. Sa suspension prend fin le 31 janvier 2013.
En 2013, il termine seizième du Tour des Flandres. Il s'aligne sur Paris-Roubaix le 7 avril avec de grandes ambitions mais chute en heurtant un panneau de signalisation et est contraint d'abandonner. Cette chute lui cause une fracture du sternum. Il reprend la compétition sur les Quatre Jours de Dunkerque le 1er mai où son coéquipier Arnaud Démare remporte trois étapes et le classement général. Lors du championnat de France, remporté par Arthur Vichot, il prend la 5e place.
En 2015, il dispute les classiques avec cette fois un rôle d’équipier pour le leader de la FDJ, Arnaud Démare,. Une chute lors du Grand Prix de la Somme en mai lui occasionne une fracture de la malléole latérale gauche. Indisponible durant un mois, il doit renoncer aux Quatre Jours de Dunkerque.
Offredo est sélectionné pour la course en ligne des championnats du monde 2016 disputés au Qatar. Il y accompagne son chef de file Arnaud Démare. Au mois d'octobre le coureur français annonce qu'il quitte la FDJ, après neuf saisons passées au sein de cette équipe.

### Wanty-Groupe Gobert
Quelques jours plus tard il signe un contrat de deux ans avec l'équipe continentale professionnelle belge Wanty-Groupe Gobert. Dans cette équipe, il participe au Tour de France à partir de 2017.
En mars 2019, il est victime d'une lourde chute lors du Grand Prix de Denain et est héliporté à l'hôpital dans un état stable. Les médecins diagnostiquent une tétraplégie provisoire, mais Offredo remonte sur le vélo. Lors du Tour de France, il anime des échappées sur les 3e, 4e et 7e étapes, dont deux avec son ami Stéphane Rossetto (la 3e et la 7e), mais elles sont rattrapées par le peloton. Malade et déjà lanterne rouge, il termine la huitième étape dans la souffrance. Il est élu « combatif » de la première semaine du Tour 2019. Dans la dernière étape de montagne, il perd la lanterne rouge récupérée par Sebastian Langeveld, et termine cette Grande Boucle à l'avant-dernière place, 154e.
Depuis sa chute sur le Grand Prix de Denain 2019, il souffre toujours de douleurs à la cheville droite, l'opération n'ayant pas eu l'effet escompté. Le 7 février 2020, il annonce sur Eurosport la fin de carrière et l'officialise le 4 novembre suivant, reconnaissant également souffrir d'une dépression post carrière,. Il déclare vouloir étudier le journalisme.

## Consultant
En 2020, il devient consultant pour France Télévisions durant le Tour de France. Il participe aux émissions Vélo Club avec Laurent Luyat et Le journal du Tour. Il commente également Liège-Bastogne-Liège aux côtés de Marion Rousse et d'Alexandre Pasteur en remplacement de Laurent Jalabert. Il couvre le Critérium du Dauphiné 2022 sur une des motos son de France Télévisions.

## Faits divers

### Rixe avec un automobiliste
En avril 2017, lors d'une séance d'entraînement, à la tête d'un groupe de coureurs cyclistes professionnels, il est impliqué dans une rixe avec un automobiliste et sa passagère auxquels il reprochait une queue de poisson. Durant l'échange de coups, son nez est fracturé, lui valant un arrêt de travail de 10 jours. Le tribunal condamne Yoann Offredo comme responsable de l'altercation, à 300 euros de dommages et intérêts pour avoir porté des coups au conducteur. Il est également condamné à 400 euros d’amende avec sursis  et un autre membre de son groupe est quant à lui condamné à 200 euros d’amende avec sursis. Les deux passagers de la voiture sont condamnés à 700 euros d’amendes avec sursis,.

### Maladie
En avril 2025, il est annoncé qu'il est atteint d'une maladie lui faisant perdre progressivement la vue, laquelle pourrait le rendre aveugle d'ici deux ans.

## Palmarès

### Palmarès amateur
| - 2004 - Championnat d'Île-de-France du contre-la-montre juniors - Championnat de l'Essonne du contre-la-montre juniors - 2005 - Trio normand (avec Dimitri Champion et Stéphane Rossetto) - 2006 - 4e étape du Circuit des Trois Provinces - 2e du Circuit du Mené - 2e du Circuit des Trois Provinces - 2e du Tour du Haut-Anjou - 2e de la Val d'Ille U Classic 35 - 2e du Chrono des Herbiers Espoirs - 2e du Trio normand | - 2007 - Prix d'Armorique (Mi-août en Bretagne) - Souvenir Michel-Roques - 2e du Tour de la Somme - 2e du Chrono des Nations-Les Herbiers-Vendée espoirs - 2e du Trio normand |  |

### Palmarès professionnel

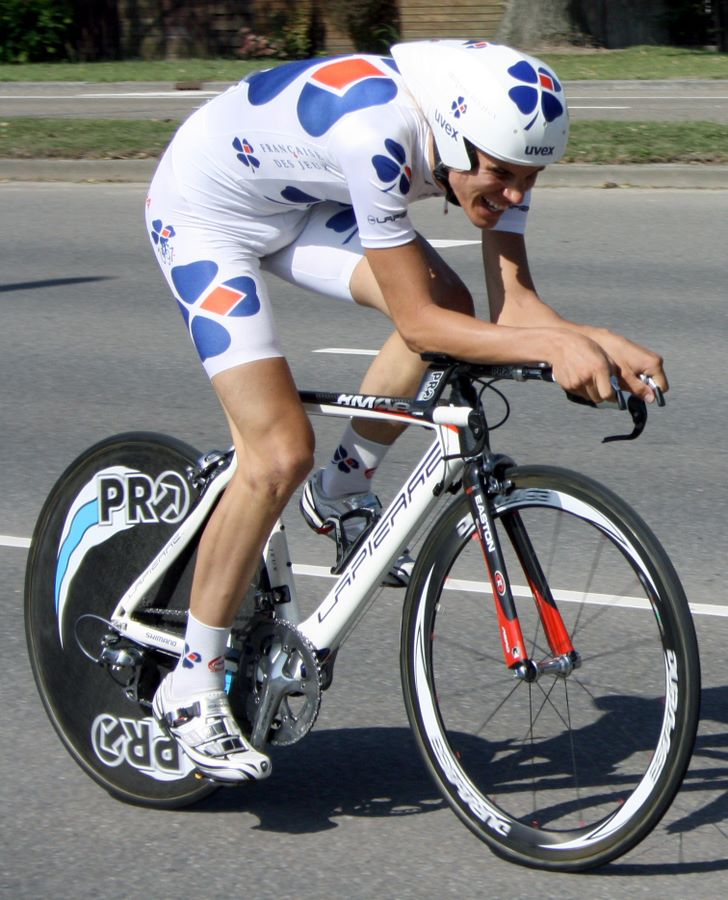
Yoann Offredo lors du prologue du Eneco Tour 2009.

- 2009
  - 4e étape du Tour de Picardie
- 2010
  - 3e du Grand Prix de Plouay
- 2011
  - 7e de Milan-San Remo
  - 10e du Grand Prix de Plouay

## Résultat sur les grands tours

### Tour de France
3 participations
- 2017 : 110e
- 2018 : 91e
- 2019 : 154e

### Tour d'Espagne
1 participation
- 2010 : abandon (10e étape)

## Classements mondiaux
En 2005, l'UCI ProTour et les circuits continentaux sont créés, ayant chacun leur classement. En 2009, un « classement mondial UCI » remplace le classement ProTour. Il prend en compte les points inscrits lors des courses ProTour et des courses qui n'en font plus partie, regroupées dans un « calendrier historique », soit au total 26 courses en 2010. L'UCI ProTour devient l'UCI World Tour et comprend 27 courses en 2011 et son classement ne concerne que les coureurs membres des 18 équipes ProTeam, dont FDJ ne fait plus partie. L'année suivante, FDJ-BigMat retrouve un statut de ProTeam, ce qui fait qu'Offredo peut être classé au World Tour.
| Année                  | 2006 | 2007 | 2008 | 2009 | 2010 | 2011 | 2012 | 2013 | 2014 | 2015 | 2016 |
| ---------------------- | ---- | ---- | ---- | ---- | ---- | ---- | ---- | ---- | ---- | ---- | ---- |
| Calendrier mondial UCI |      |      |      |      | 89e  |      |      |      |      |      |      |
| UCI Europe Tour        | 959e | 190e |      | nc   |      | 367e |      |      |      |      | 379e |
| UCI World Tour         |      |      |      |      |      |      | nc   | nc   | nc   | nc   | nc   |

## Vidéographie
- La bordure, [vidéo] « Entrez dans mon Ronde », sur YouTube, 2017